# Yukio Ozaki
Pour les articles homonymes, voir Ozaki (homonymie) et Yukio.
Ozaki Yukio (尾崎 行雄, Ozaki Yukio) est un homme politique japonais né le 24 décembre 1858 dans l'actuelle ville de Sagamihara dans la préfecture de Kanagawa et décédé le 6 octobre 1954.
Après des études à l'université Keiō, il fut ministre de l'Éducation en 1898 et maire de Tokyo de 1903 à 1912.
De tendance libérale, Ozaki était un opposant au militarisme, ce qui lui coûta deux séjours en prison lors des deux guerres mondiales.
Ozaki sert à la Chambre des représentants de la Diète pendant presque 63 ans (1890-1953). 

## Carrière dans le service public
Ozaki est l'un des trois enfants d'Ozaki Yukimasa et de son épouse Sadako qui vivent dans le village de Matano, dans le comté de Tsukui de la préfecture de Kanagawa, dans les collines de la province de Sagami, à 22 km de d'Edo (actuelle Tokyo). C'est là que naissent le trois enfants Ozaki : Yukio en 1858, Yukitaka en 1865 et Yukitake en 1866 - juste à l'époque où le Japon s'ouvre au monde occidental.
Ozaki est étudiant à l’université Keio, avant de devenir rédacteur en chef du Shimbun Niigata (journal de Niigata) à l'âge de 20. À 22 ans, il retourne à Tokyo où il est nommé au Bureau de la statistique. Il est élu à l'Assemblée de la préfecture de Tokyo en 1885, avant d'être expulsé de Tokyo en 1887 pour trois ans.
Yukio et son frère Yukitaka vont aux États-Unis en 1888, mais Yukio ne supporte pas les températures extrêmes et ne peut dormir dans la chaleur de New York et Washington. Il rentre au Japon par l'intermédiaire de l'Angleterre et est ensuite élu pour son premier mandat à la Diète impériale japonaise. Il sert dans cette position pendant plus de 62 ans, ce qui fait de lui l'un des parlementaires les plus anciens de l'histoire.
En 1890, Ozaki est élu pour la première législature en tant que membre de la Chambre des représentants de la préfecture de Mie où il est reconduit à  25 reprises. Durant ces années, il est nommé à un certain nombre de postes ministériels. En 1898, il est ministre de l'Éducation, 1898, position dont il doit démissionner en raison d'un discours que les éléments conservateurs de la Diète considèrent comme favorisant le républicanisme; sa démission ne met pas fin à la crise qui culmine avec la chute du Premier ministre du Japon Ōkuma Shigenobu et un clivage au sein du parti Kenseitō au pouvoir. Plus tard, en 1914, il est ministre de la Justice. Il est encore vénéré au Japon comme le « Dieu du constitutionnalisme » (kensei no kami) et le « père du gouvernement parlementaire ».
Il épouse l'enseignant et auteur folkloriste Yei Theodora Ozaki, qui ne lui est pas liée, malgré le partage du même nom que son nom de jeune fille. Pendant de nombreuses années, ses lettres lui sont souvent livrés par erreur et les siennes à elle. En 1904, après la mort de sa première femme, les deux se rencontrent et se marient l'année suivante. Des trois filles du couple, Yukika Sohma allait devenir la première traductrice simultanée anglais / japonais du Japon. Elle prétendait représenter l'héritage de son père, car, déclarait-elle, elle ne faisait que suivre les traces de son père en tant que président de l'Association du Japon pour l'aide et le secours (AAR Japon), l'un des réseaux d'organisations co-lauréates honorés en 1997 du prix Nobel de la paix.

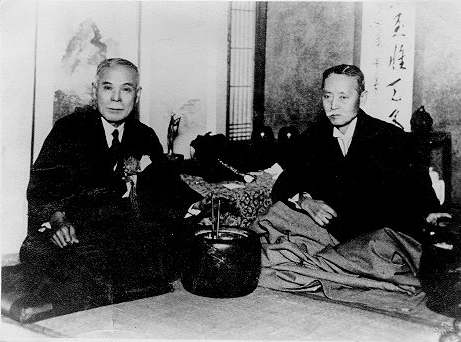
Kunimatsu Hamada (à gauche) et Ozaki (à droite)

Ozaki était opposé au militarisme et a été parfois enfermé par les autorités pour avoir exprimé des opinions impopulaires. Il pourrait aussi applaudir ceux dont les croyances différaient des siennes. Par exemple, en 1921, des personnes se sont précipitées dans sa maison pour l'assassiner, alors qu'il se cachait dans le jardin avec sa fille, Yukika. Le père de l'un de ces jeunes hommes dangereux a plus tard approché Ozaki afin de présenter des excuses en personne pour les actes de son fils. Ozaki a immédiatement répondu avec un poème tanka de 32 syllabes qu'il tendit à l'homme surpris :
Si c'est le patriotisme qui a poussé le jeune homme,
Mon assassin potentiel en mérite l'honneur.
Il est particulièrement actif dans la lutte pour le suffrage universel ; le suffrage universel masculin est créé en 1925. Pendant les années 1930, comme homme politique indépendant, il critique l'influence croissante de l'armée japonaise et plaide pour le vote des femmes. Il est emprisonné pendant les deux guerres mondiales. Salué comme un héros politique après la Seconde Guerre mondiale, il est engagé dans des activités antimilitaristes, fédéralists mondiales et pro-démocratiques jusqu'à sa mort.
Comme deuxième maire élu de Tokyo après que son administration a été séparée des préfectures environnantes, il se trouve engagé dans un travail ardu et parfois désagréable, mais sa détermination à améliorer la ville obtient des résultats notables. Les projets d'infrastructure initiaux qui réclament son attention sont de grande envergure : amélioration de l'approvisionnement en eau et de l'évacuation des eaux usées, développement du surfaçage des rues, expansion des services de tramway et supervision des fusions des entreprises de gaz. Sa position de maire fournit également une gamme plus ambigüe des possibilités qui incluent la distraction de dignitaires étrangers comme le secrétaire d'État William Jennings Bryan et le feld-maréchal britannique Lord Kitchener.
La ville de Tokyo offre 3 020 jeunes pousses de cerisiers à la ville de Washington en 1912. Depuis ce temps, l'exposition annuelle de Washington de la floraison des cerisiers peut être admirée dans le West Potomac Park entourant le Tidal Basin, résultat de l'obstination d'Ozaki à poursuivre ce projet du temps où il était maire de Tokyo. 
Ces arbres en fleurs son,t à l'origine de la poursuite du festival des cerisiers en fleurs de Washington à Washington, ainsi que dans d'autres États.
Le nom de plume d'Ozaki est Ozaki Gakudo jusqu'à ce qu'il y renonce en 1946 en échange de So-tsuō (qui signifie « grand vieillard de 90 ans »), simplement parce qu'il a atteint l'âge de 90 ans. À partir de 1996, un prix annuel Gakudo est « remis à des individus ou des organisations actives dans le domaine de la promotion de la démocratie, du désarmement et des droits de l'homme ».

## Honneurs
- Ordre du Soleil levant[22].
- Membre de la Diète pendant 50 ans[23].
- Membre honoraire de la Diète[24].
- Citoyen d'honneur de Tokyo[24].
- Résolution spéciale du Sénat des États-Unis[25].

## Source de la traduction
- (en) Cet article est partiellement ou en totalité issu de l’article de Wikipédia en anglais intitulé « Yukio Ozaki » (voir la liste des auteurs).